# Edzard Schaper

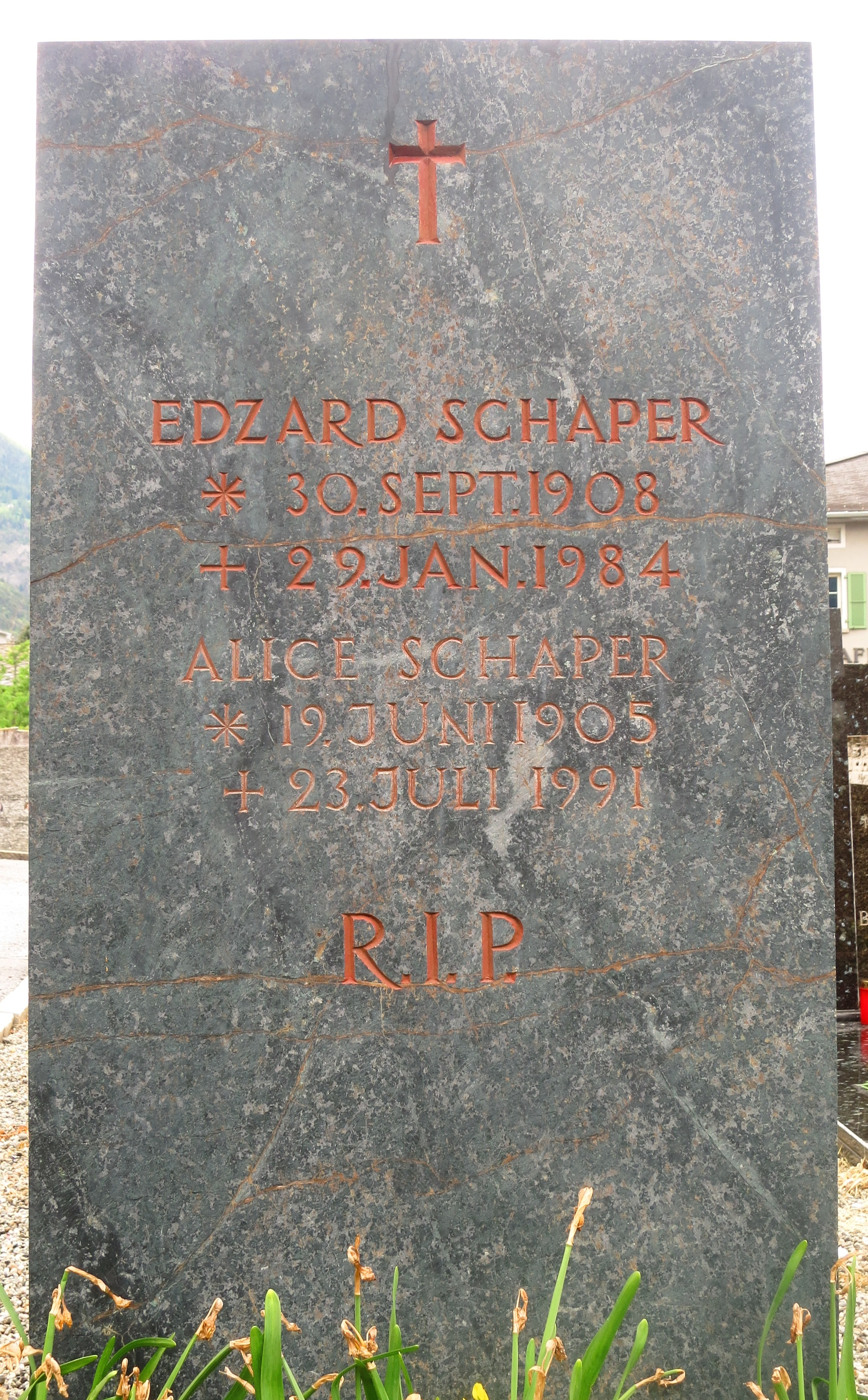

Edzard Schaper (Taufname: Ernst Edzard Helmuth Schaper, * 30. September 1908 in Ostrowo; † 29. Januar 1984 in Bern) war ein deutscher Schriftsteller und Übersetzer. Sein Grab befindet sich auf der Nordseite der Pfarrkirche von Glis im Kanton Wallis (Schweiz).

## Leben
Edzard Schaper wurde als elftes Kind eines Militärbeamten in der Provinz Posen geboren. Nach der Flucht des Vaters aus polnischer Gefangenschaft zog die Familie 1922 nach Hannover, wo der junge Schaper die Humboldtschule und das Konservatorium für Musik (Klavier) besuchte. Er brach beide Ausbildungen (das Gymnasium vor der Reifeprüfung 1925) ab und wurde Regieassistent an der Oper in Stuttgart. Von 1927 bis 1929 lebte er in Dänemark auf der Insel Christiansø und schrieb seine ersten literarischen Werke. Sein unruhiges Leben setzte er von 1930 bis 1931 als Gärtnereigehilfe und danach als Matrose auf einem Fischdampfer fort. 1932 lernte er auf der Durchreise in Berlin die Deutsch-Baltin Alice Pergelbaum kennen, zog mit ihr nach Estland und heiratete sie. Das Paar bekam zwei Töchter und lebte im Vorort Kadriorg von Reval, danach in Haapsalu und in Baltischport. In diesen Jahren arbeitete Schaper als freier Schriftsteller und nebenher als Journalist für die US-amerikanische Nachrichtenagentur United Press.
1936 wurde Edzard Schaper aus der Reichsschrifttumskammer ausgeschlossen und damit der Vertrieb seiner Bücher in Deutschland unterbunden. Nach der sowjetischen Okkupation Estlands 1940 entging er der Verhaftung durch Flucht nach Finnland. Er hatte für die finnische Spionage gearbeitet, weshalb er von den Sowjets zum Tode verurteilt war. Dort arbeitete er als deutscher Auslandskorrespondent und schrieb Artikel für die Wochenzeitschrift Deutsche Zukunft sowie für die Berliner Börsen-Zeitung und die deutschsprachige Frontzeitung Karelien-Kurier. Später war er Kriegsberichterstatter über den ab Juni 1941 geführten sogenannten Fortsetzungskrieg zwischen Finnland und der Sowjetunion. 1943 meldete er sich „einfach freiwillig zur Truppe, um im Informationsamt der finnischen Regierung (Militärischer Geheimdienst) zu landen“.
Im September 1944 nahm Schaper die finnische Staatsbürgerschaft an. Am 22. Dezember 1944 wurde er vom deutschen Volksgerichtshof zum Tode verurteilt, weil man ihn für einen sowjetischen Spion gehalten hatte. Kurz darauf, nachdem Finnland und die Sowjetunion eine Waffenruhe vereinbart hatten, floh er nach Schweden. Hier verdingte er sich als Waldarbeiter, Übersetzer und Sekretär eines Gefangenenhilfswerkes. 
1947 übersiedelte er von Schweden in die Schweiz, wo er das Bürgerrecht erhielt und sich in Münster im Oberwallis niederließ. Getauft und konfirmiert als Lutheraner, konvertierte er 1951 zur römisch-katholischen Kirche. In der Nachkriegszeit war Schaper ein viel gelesener Autor, der auch Vorträge hielt und für Hörfunk und Fernsehen tätig war.

## Künstlerisches Schaffen

### Als Schriftsteller
Zu Schapers literarischem Werk gehören die Romane Der letzte Gast (1927), Die Bekenntnisse des Försters Patrik Doyle (1928), Die sterbende Kirche (1936) oder Der Henker (1940; später unter dem Titel Sie mähten gewappnet die Saaten, eine Anspielung auf die Deutschordensritter), die fast ausnahmslos in Deutschland im Insel Verlag erschienen. Sein besonderes Interesse gilt Menschen in Grenzsituationen, wodurch er seinen Geschichten nicht selten religiöse Aspekte und Lehren abgewinnt, die er zumeist überkonfessionell zu vermitteln sucht. In diesem Zusammenhang ist Schaper trotz der angestrebten Allgemeingültigkeit seiner Aussagen auch dem Renouveau catholique zuzurechnen. Die von Schaper zum Roman ausgearbeitete russische Legende Der vierte König (1961) zählt „zu den wenigen bedeutenden literarischen Legendenbearbeitungen des 20. Jahrhunderts“.
Die frühen Romane Der letzte Gast (1927) und Die Bekenntnisse des Försters Patrik Doyle (1929) erschienen im Stuttgarter Adolf Bonz Verlag. Nach seiner Übersiedlung nach Tallinn/Estland und Hochzeit mit der im zaristischen St. Petersburg geborenen Alice Pergelbaum (1932) wurde er Autor des Leipziger Insel Verlages. Hier veröffentlichte er unter dem Lektorat von Katharina Kippenberg u. a. die Romane Die Insel Tütarsaar (1933), Die sterbende Kirche (1936) und den voluminösen Roman Der Henker (1940). Das Buch schildert das Leben der Esten vor dem Ersten Weltkrieg im Spannungsfeld zwischen adeligen Deutschbalten und russischen Annexionsversuchen. Schapers Roman wurde 1940 in Deutschland nicht rezipiert, auch der Versuch, ihn unter einem neuen Titel Sie mähten gewappnet die Saaten (1949) zu etablieren, misslang. Erst durch die Übersetzung ins Estnische („Timukas“) und die Arbeiten der estnischen Kulturwissenschaftlerin Liina Lukas wurde das Werk nach der Befreiung von der russischen Besetzung Estlands wiederentdeckt.
Als der Roman Der Henker erschien, befand sich Schaper bereits auf der Flucht vor den Nationalsozialisten nach Finnland. Für die in früheren Arbeiten auftauchende Behauptung, Schapers Werke aus dem Insel Verlag seien im „Völkischen Beobachter“ positiv besprochen worden, fand Uwe Wolff in einer grundlegenden Biographie zu Leben und Werk Schapers keinen Anhalt. Vielmehr war die Familie in vielfältiger Weise Repressionen ausgesetzt, nicht zuletzt, weil Schapers Schwestern mit jüdischen Männern verheiratet waren: Schapers Schwester Helene war mit dem jüdischen Arzt Paul Walter Wolff verheiratet. Dieser erlag seinen Verletzungen nach einem Angriff in der Pogromnacht am 9. November 1938. Frieda Wilhelmine Schaper war mit dem Architekten Ernst Guggenheimer, dem Erbauer der Stuttgarter Synagoge, verheiratet. Sie konnte ihn in Grän-Haldensee/Tirol verstecken, wo er die Zeit des Naziterrors überlebte. Edzards Bruder Karl Günther hatte bereits 1935 Deutschland verlassen.
Eine Vorliebe des Erzählers gilt auch dem historischen Roman. So spielt der vielbeachtete frühe Roman Die sterbende Kirche während der Oktoberrevolution, Der Gouverneur (1954) im 18. Jahrhundert und die zusammengehörigen Werke Die Freiheit des Gefangenen und Die Macht der Ohnmächtigen (1950/1951) im Frankreich Napoleons. Das Baltikum und Osteuropa sind häufige Schauplätze der in der ersten Hälfte des 20. Jahrhunderts spielenden Romane. Sein letzter bedeutender Roman Degenhall erschien 1975.
Die Sprache Schapers ist bewusst anachronistisch. Dieser konservative Sprachstil macht, insbesondere bei den historischen Romanen, auch einen Teil der literarischen Qualität seiner Texte aus.

### Als Rezitator
Vornehmlich für den Christophorus-Verlag sprach Schaper hauptsächlich Texte religiöser Thematik auf Schallplatte, unter anderem Der vierte König oder auch kürzere Texte wie Christnacht. Bei dieser Tätigkeit kam ihm seine angenehme tiefe Stimme und seine Erfahrungen, die er als Schauspieler gesammelt hatte, entgegen.

## Auszeichnungen und Ehrungen
- 1953: Fontane-Preis
- 1958: Ostdeutscher Schrifttumspreis
- 1958: Andreas-Gryphius Preis[14]
- 1962: Prix international Charles Veillon (Prix du roman)
- 1962: Ehrendoktor der Universität Freiburg (Schweiz)
- 1967: Gottfried-Keller-Preis
- 1967: Goldene Medaille der Humboldt-Gesellschaft
- 1969: Konrad-Adenauer-Preis der Deutschland-Stiftung für Literatur
- 1978: Simon-Dach-Medaille
- 1979: Großes Bundesverdienstkreuz
- Mitglied des Deutschschweizer PEN-Zentrums
- Korrespondierendes Mitglied der Deutschen Akademie für Sprache und Dichtung

## Werke

### Romane
- Der letzte Gast. Bonz, Stuttgart 1927.
- Die Bekenntnisse des Försters Patrik Doyle. Bonz, Stuttgart 1928.
- Die Insel Tütarsaar. Insel, Leipzig 1933.
- Erde über dem Meer. Roman einer kämpfenden Jugend. Die Buchgemeinde, Berlin 1934.
- Die sterbende Kirche. Insel, Leipzig 1935.
- Der Henker. Insel, Leipzig 1940; durchgesehene Neuausgabe: Artemis, Zürich 1978, ISBN 3-7608-0492-6.
- Der letzte Advent. Atlantis, Freiburg 1949.
- Die Freiheit des Gefangenen. Hegner, Köln 1950.
- Die Macht der Ohnmächtigen. Hegner, Köln 1952.
- Der Gouverneur oder Der glückselige Schuldner. Hegner, Köln 1954.
- Die letzte Welt. Hegner, Köln 1956.
- Attentat auf den Mächtigen. Fischer, Frankfurt am Main 1957 (verfilmt 1969 von Herbert Ballmann).
- Das Tier oder Die Geschichte eines Bären, der Oskar hieß. Fischer, Frankfurt am Main 1958.
- Der vierte König. Hegner, Köln 1961; Artemis, Zürich 1977, ISBN 3-7608-0964-2.
  - Daraus als Einzelausgabe: Die Legende vom vierten König. Mit Zeichnungen von Celestino Piatti. Hegner, Köln 1961; Artemis & Winkler, Düsseldorf 2008, ISBN 978-3-538-06360-0.
- Der Aufruhr des Gerechten. Eine Chronik. Hegner, Köln 1963.
- Am Abend der Zeit. Hegner, Köln 1970, ISBN 3-7764-0114-1.
- Taurische Spiele. Hegner, Köln 1971, ISBN 3-7764-0189-3.
- Sperlingsschlacht. Hegner, Köln 1972, ISBN 3-7764-0202-4.
- Degenhall. Artemis, Zürich 1975, ISBN 3-7608-0986-3.
- Die Reise unter den Abendstern. Artemis, Zürich 1976, ISBN 3-7608-0987-1.

### Erzählungen
- Die Arche, die Schiffbruch erlitt. Insel Verlag, Leipzig 1935 (Insel-Bücherei 471/1)
- Das Lied der Väter. Insel Verlag, Leipzig 1937 (Insel-Bücherei 514/1)
- Die Heiligen Drei Könige. Arche, Zürich 1945
- Semjon, der ausging, das Licht zu holen. Eine Weihnachtserzählung aus dem alten Estland. Reinhardt, Basel 1947.
  - Neuausgabe als: Stern über der Grenze. Hegner, Köln 1950.
- Der große offenbare Tag. Die Erzählung eines Freundes. Summa, Olten 1949; Reclam (UB 8018), Stuttgart 1972, ISBN 3-15-008018-5.
- Norwegische Reise. Arche, Zürich 1951.
- Das Christkind aus den großen Wäldern. Mit 10 Zeichnungen von Richard Seewald. Hegner, Köln 1954; Artemis & Winkler, Zürich 1998, ISBN 3-7608-0954-5
- Nikodemus. Arche, Zürich 1952.
- Hinter den Linien. Erzählungen. Hegner, Köln 1952.
- Der Mantel der Barmherzigkeit. Hegner, Köln 1953.
- Um die neunte Stunde oder Nikodemus und Simon. Hegner, Köln 1953.
- Das Wiedersehen und Der gekreuzigte Diakon. Hegner, Köln 1957.
- Unschuld der Sünde. Fischer, Frankfurt am Main 1957.
- Die Eidgenossen des Sommers. Die Nachfahren Petri. Zwei Erzählungen. Hegner, Köln 1958.
- Die Geisterbahn. Hegner, Köln 1959; als dtv-Taschenbuch, München 1968.
- Die Söhne Hiobs. Hegner, Köln 1962.
- Dragonergeschichte. Novelle. Hegner, Köln 1963.
- Schicksale und Abenteuer. Geschichten aus vielen Leben. Zehn neue Erzählungen. Hegner, Köln 1968.
- Schattengericht. Vier neue Erzählungen. Hegner, Köln 1967.
- Die Heimat der Verbannten. Hegner, Köln 1968.

### Essays, Reden
- Der Mensch in der Zelle. Dichtung und Deutung des gefangenen Menschen. Hegner, Köln 1951.
- Vom Sinn des Alters. Eine Betrachtung. Arche, Zürich 1952.
- Untergang und Verwandlung. Betrachtungen und Reden. Arche, Zürich 1952.
- Erkundungen in gestern und morgen. Arche, Zürich 1956.
- Bürger in Zeit und Ewigkeit. Antworten. Marion von Schröder, Hamburg 1956.
- Der Abfall vom Menschen. Zwei Vorträge. Walter, Olten 1961.
- Verhüllte Altäre. Ansprachen. Hegner, Köln 1962.
- Flucht und Bleibe. Ein Wort an die geflüchteten und vertriebenen Deutschen. Hegner, Köln 1965.
- Einer trage des andern Last. Eine Elegie auf den letzten Gepäckträger. Arche, Zürich 1965.
- Wagnis der Gegenwart. Essays. Kreuz, Stuttgart 1965.
- Über die Redlichkeit. Essay. Hegner, Köln 1967.

### Biographien
- Das Leben Jesu. Insel, Leipzig 1936.
  - Daraus als Einzelausgabe: Die Weihnachtsgeschichte. Arche, Zürich 1950.
- Der Held. Weg und Wahn Karl XII., 1958.

### Hörspiele und Dramen
- Der Gefangene der Botschaft. Drei Stücke (mit Strenger Abschied. und Die Kosaken oder wo ist dein Bruder Abel). Nachwort von Max Wehrli. Hegner, Köln 1964.
- Das Feuer Christi. Leben und Sterben des Johannes Hus in siebzehn dramatischen Szenen. Kreuz, Stuttgart 1965.
  - Neuausgabe als: Wie durch Feuer. Aschendorff, Münster 2015, ISBN 978-3-402-12065-1.
- Unser Vater Malchus. Eine Funkerzählung
  - 1962: Produktion von Radio Bremen – Regie: Günther Penzoldt (Länge: 55:25 minuten)[15]
  - 1974: Produktion des ORF-Landesstudios Oberösterreich – Regie: Ferry Bauer (Länge: 59:02 minuten)[16]

### Filme
- Die verlorene Mär. Film über die Schwierigkeit, heute Weihnachtsgeschichten zu erzählen. Ein Film von Edzard Schaper unter Regie von Gaudenz Meili und Eduard Stäuble (Autor), produziert vom Schweizer Fernsehen DRS, 1967. Der Film wurde in Münster gedreht und Weihnachten 1967 und 1971 in Schwarz-Weiss Version am Schweizer Fernsehen ausgestrahlt.[17][18]

### Sammelbände
- Macht und Freiheit. Zwei Romane (Die Freiheit des Gefangenen – Die Macht der Ohnmächtigen). Hegner (Die Bücher der Neunzehn 82), Köln 1961; Kerle, Freiburg 1983, ISBN 3-600-30105-5.
- Gesammelte Erzählungen. Hegner, Köln 1965.
  - erweiterte Neuausgabe als: Geschichten aus vielen Leben. Sämtliche Erzählungen. Artemis, Zürich 1977, ISBN 3-7608-0989-8.
- Aufstand und Ergebung. 3 Romane (Attentat auf den Mächtigen – Die letzte Welt – Der Aufruhr des Gerechten). Hegner, Köln 1973, ISBN 3-7764-0208-3.
- Grenzlinien. Eine Auswahl aus seinem Werk. Hrsg. von Matthias Wörther. Essay von Werner Ross. Artemis, Zürich 1987, ISBN 3-7608-0700-3.

### Übersetzungen
- Harry Blomberg: Eva. Der Roman einer tapferen Frau, 1947
- Kenneth Clark: Florentiner Meister des fünfzehnten Jahrhunderts, 1958
- Gunnar Gunnarsson: Das Haus der Blinden, 1935
- Erik Hesselberg: Kon-Tiki und ich, 1950
- Gudmundur Kamban: Die Jungfrau auf Skalholt, 1934
- Gudmundur Kamban: Ich seh ein großes schönes Land, 1937
- Gudmundur Kamban: Der Herrscher auf Skalholt, 1938
- Aleksis Kivi: Die sieben Brüder, 1950
- Pär Lagerkvist: Barabbas, 1950
- Pär Lagerkvist: Gast bei der Wirklichkeit, 1952
- Ernst Manker: Menschen und Götter in Lappland, 1950
- Harry Martinson: Der Weg nach Glockenreich, 1953
- Petter Moen: Der einsame Mensch. Petter Moens Tagebuch, 1950
- Kaj Munk: Predigten, 1946
- Nils-Eric Ringbom: Jean Sibelius. Ein Meister und sein Werk, 1950
- Sally Salminen: Katrina, 1937
- Gabriel Scott: Fant, 1934
- Frans Eemil Sillanpää: Das fromme Elend. Ein überstandenes Menschenschicksal in Finnland, 1948
- Frans Eemil Sillanpää: Sonne des Lebens, 1951
- Frans Eemil Sillanpää: Sterben und Auferstehen. Ein überstandenes Menschenschicksal in Finnland, 1956
- Thorfinn Solberg: Die Wanderer im Norden. Roman aus dem Leben der norwegischen Lappen, 1950
- Carl Herman Tillhagen: Taikon erzählt. Zigeunermärchen und -geschichten, 1948